# Vittorio Cecati
Vittorio Cecati (Perugia, 18 maggio 1920 – 10 marzo 1981) è stato un politico italiano.

## Biografia
Esponente del Partito Socialista Italiano, è segretario della federazione provinciale di Perugia. Alle elezioni politiche del 1958 viene eletto alla Camera dei Deputati con il PSI, restando in carica fino al 1963. 
Nel 1964 è fra i promotori della scissione di sinistra che dà vita al Partito Socialista Italiano di Unità Proletaria, con il quale viene rieletto alla Camera alle elezioni del 1968, restando in carica sino al 1972; nell'agosto di tale anno, allo scioglimento del PSIUP, aderisce al Partito Comunista Italiano. Con il PCI viene eletto consigliere regionale in Umbria nel 1975, ricoprendo il ruolo di capogruppo consiliare; dal 1976 è assessore regionale alla Sanità.